# 正義聯盟：末日審判
《正義聯盟：末日審判》（英語：Justice League: Doom）是2012年的一部录影带首映的DC漫畫的超級英雄動畫電影。該片的演員取於DC动画宇宙和《綠光戰警：翡翠騎士》。這部電影是獻給已去世的Dwayne McDuffie，其內容正是生前的他所撰寫的。

## 劇情

### 事件前夕
在一個夜深人靜的夜晚，蝙蝠俠受指示發現了一具被攻擊的保全人員倒在銀行前，還察覺罪惡同花順利用一種全新的穿牆機器進入銀行內偷取鑽石等財物，當蝙蝠俠被敵人查覺並展開對戰時正義聯盟的成員超人、神奇女俠、閃電俠、綠燈俠、火星獵人和順道幫忙的鋼骨隨即趕到，經過一番追逐戰後罪惡同花順很快的被眾人擊倒。但在火星獵人和神奇女俠的確認下還是查不到罪惡同花順所使用的神秘機器到底從何而來。蝙蝠俠回到家中將車停好後被阿福要求要好好休息，但在蝙蝠俠離開停車庫後閃電俠的敵人鏡子大師從隱身的後照鏡中跑出，並使用蝙蝠俠的電腦盜走了某些資料。

### 末日軍團逆襲
在另一時間的某個沼澤地蝙蝠俠的敵人班恩、神奇女俠的敵人豹女、超人的敵人金屬人、綠燈俠的敵人星彩藍寶石和火星獵人的敵人馬雷費法克齊聚一堂並進入一座圓形建築物當中，原來是正義聯盟的敵人破壞野人將他們召集而來，並向他們提出一項幫助破壞野人達成計畫的交易，此時鏡子大師表示已掌握正義聯盟們的弱點，準備共同合作反擊。
當蝙蝠俠正在忙碌時阿福向他表示韋恩夫婦的屍體被人動過的訊息，蝙蝠俠便連忙前去察看，不料意外地被班恩襲擊並將他活埋於墓中。另一方面綠燈俠在洞穴打擊犯罪時因敵人點燃火藥使得人質死亡，且加上星彩藍寶石的話語煽動，使得綠光戰警認為都是自己的責任而意志消沉。閃電俠在一輛列車上對抗鏡子大師時中了對方的陷阱，被裝置上炸彈的他需不斷快跑才能免於爆炸。火星獵人在酒館中被馬雷費法克騙喝下了鎂並還被點上了火，而無法停止。神奇女俠在船上和豹女戰鬥時被對方的毒擾亂了視覺與聽覺，使得在神奇女俠眼中的所有人都變成了豹女模樣，神奇女俠失去自主的攻擊所有人，連警察也束手無策。而超人則是在勸說一名即將跳樓的男人，但實際男人是金屬人假扮而成並用氪石槍重傷超人。

### 反擊
蝙蝠俠看著身旁父親的骨骸感到憤怒並下定決心要逃出，他拿出隨身攜帶的鑰匙努力搥打棺木，最後挖開土層成功逃脫。神奇女俠在鋼骨的幫助下恢復自我和知覺，並接受蝙蝠俠指示幫助持續燃燒的火星獵人注射氯化氧使他不再燃燒。閃電俠則是聽從蝙蝠俠的建議穿越冰山的同時將脫下炸彈手環，使其卡在上面而解除危機。意志消沉的綠燈俠在蝙蝠俠的幫助下，了解那名人質其實是敵人製作的機械假人，綠燈俠因此重返信心、戴上戒指解除了混沌其感觀的感官的神經毒氣。眾人接著來到了重傷的超人身邊，鋼骨利用氪石的雷射刀切開了超人的傷口，火星獵人再用變形的手伸入其體內將子彈取出，超人便此復原。後來蝙蝠俠表示這次的事件都是自己引起的，並利用基地的反向追蹤找到了位於沼澤處的末日軍團根據地。
當末日軍團們正在討論利用火箭飛彈來使太陽耀斑毀滅一半人類的計畫時，正義聯盟一行人便闖入和各自的宿敵展開復仇的決戰，鋼骨趁機進入發射火箭的控制處試圖停止發射時被身後的破壞野人一劍刺穿而倒下。

### 阻止太陽耀斑
經過一番激戰後超人、蝙蝠俠、神奇女俠、閃電俠與綠燈俠都擊敗了各自的宿敵，但仍來不及阻止破壞野人向太陽發射火箭飛彈，發射時馬雷費法克還因此被燒死。在鋼骨和神奇女俠打倒破壞野人後超人快速地到宇宙將數枚飛彈破壞，但還是有兩枚遺漏而引發出太陽耀斑向地球而來，八分鐘後就會抵達地球，趕往援助的綠燈俠接手施放能量網抵擋、為眾人爭取時間。超人回到地球後把握時間與其他成員共商辦法，隨後他們發現這整個末日軍團基地具有穿透裝置不受太陽耀斑影響（罪惡同花順所使用的神秘機器），超人便將基地搬至正義聯盟總部旁，其他人協助啟動裝置。綠燈俠的防護罩抵達極限後破裂，太陽耀斑朝地球而來，此時其他成員恰好完成裝置，啟動後裝置射出一層隱形屏障包覆地球，成功讓太陽耀斑穿過，免去一場地球浩劫。
事件結束後破壞野人涉危害人類安全等罪行，因此被判刑終身監禁且不得假釋，此外鋼骨也因此加入了正義聯盟行列。因事件是由蝙蝠俠引起的，蝙蝠俠認為自己並不屬於這裡而啟動傳送器回到地球，離開前超人將氪石交給了他，後又和其他人一同凝望著地球，代表正義聯盟還是信任著蝙蝠俠。

## 演員

### 正義聯盟
| 配音員          | 角色                          | 角色介紹 |
| 凱文·康羅伊     | 蝙蝠俠（Batman）              | 穿著黑色蝙蝠裝的超級英雄。沒有超能力，擅長以嚴格訓練出的武術及高等的智力打擊犯罪。劇中因蝙蝠洞中的電腦資料被鏡子大師偷走，使得英雄們的弱點分析資料被偷走，更被認為是罪魁禍首；其本意是要在正義聯盟失控的情況下，制服失控的隊員。 |
| 提姆·達利       | 超人（Superman）              | 美國正義聯盟行動的核心英雄。擁有各方面的超級能力，屬於一個完美形象。當危機發生時就會換裝出動，人們不可或缺的支柱。 |
| Susan Eisenberg | 神力女超人（Wonder Woman）    | 女性超級英雄。具有神力外還擅長用繩索等軍備戰鬥，常用神奇的真言套索與手鐲戲法。 |
| 内森·菲利安     | 綠光戰警（Green Lantern）     | 活躍於綠光軍團的人類綠光戰警。能以來自外星的能量戒指製造各種武器戰鬥，應用性高。 |
| 邁克爾·羅森巴姆 | 閃電俠（Flash）               | 具有高速行動能力的英雄。第二代閃電俠。快速足以超越超人，又稱「紅衣跑者」。 |
| Carl Lumbly     | 火星獵人（Martian Manhunter） | 是出生於火星的外星英雄。可飛行、快速移動，還具有隱身、讀心、轉為靈魂狀態等強大能力。 |
| Bumper Robinson | 鋼骨（Cyborg）                | 生化人。原少年悍將成員，全身有一半都是機械，除了很擅長分析資料外，還能以身體內的武器裝置打擊罪犯。 |

### 末日軍團
| 配音員           | 角色                           | 角色介紹 |
| Phil Morris      | 汪达尔·萨维奇（Vandal Savage） | 末日軍團創立人。武器是劍，不會死且能自癒傷口。活了約5萬多年，原本是最初人類「原始人」，一晚突然有一不明物體從空中飛來，破壞野人在同伴們全都跑開後獨自一人前去查看，不明物體在寒冷的夜晚感覺相當溫暖，因此破壞野人就一整晚睡在其物旁。醒來後驚覺自己的智力、想法和身體能力因此進化許多，在天地毀滅時領導著同伴們，後來破壞野人仍活到了現在。 |
| Carlos Alazraqui | 班恩（Bane）                   | 蝙蝠俠的頭號敵人。能利用泰坦毒素來使自己在體能及智力變得更強打，在片中甚至活活掐死一隻比自己體型大兩倍的鱷魚，但輸送管斷裂停止補充毒素就會變得虛弱，泰坦毒素後遺症將會傷害腦部、甚至喪失記憶。 |
| Claudia Black    | 豹女（Cheetah）                | 神奇女俠的敵人。擅長以利爪和機動性戰鬥。 |
| Paul Blackthorne | 金屬人（Metallo）              | 超人的敵人。擁有氪石心臟，可變形和換武器的機器人。 |
| Olivia d'Abo     | 星彩藍寶石（Star Sapphire）    | 綠光戰警的敵人。哈爾·喬丹的前女友，以星石的力量戰鬥。 |
| Carl Lumbly      | 馬雷費法克（Ma'alefa'ak）      | 火星獵人的敵人。火星獵人的變種兄弟，其能力和他相同。 |
| Alexis Denisof   | 鏡子大師（Mirror Master）      | 閃電俠的敵人。武器是槍。可潛藏在鏡子中，亦可在現實製造立體成像，使蝙蝠洞的保全系統失效。 |

### 罪惡同花順
| 配音員             | 角色          | 角色介紹                       |
| Jim Meskimen       | 國王（King）  | 武器是電擊手杖的男人。         |
| Grey DeLisle       | 皇后（Queen） | 能射擊如刀刃般的撲克牌的女人。 |
| Robin Atkin Downes | 傑克（Jack）  | 單眼能發射紅外線的男性。       |
| Juliet Landau      | 十點（Ten）   | 以魔法戰鬥的女性。             |
| 布鲁斯·蒂姆        | 王牌（Ace）   | 擁有最大力氣的機械人。         |

### 其他人物
| 配音員             | 角色                      | 角色介紹       |
| Grey DeLisle       | 露易絲·蓮恩（Lois Lane）  | 超人的女友。   |
| Robin Atkin Downes | 阿福（Alfred Pennyworth） | 蝙蝠俠的管家。 |

## 故事線來源
改編取於DC漫畫《JLA: Tower of Babel》的內容，由Dwayne McDuffie改編。雖然使用相同的圖像手法，但不是2010年《正義聯盟：兩面夾擊》的續集，人物性格和外表皆為相同設計師Phil Bourassa，於2012年2月28日公佈。這是第13個在DC宇宙動畫原創電影線的電影。

## 製作
該片首次公佈2011年在WonderCon 《JLA: Tower of Babel》的故事情節，將改編為一個動畫電影，這是Dwayne McDuffie在他去世前所寫的。Phil Bourassa作了人物設計，同《正義聯盟：兩面夾擊》和《少年正義聯盟》的人物風格，情節和監督是由Telecom動畫電影負責。配音導演表示在作本片時讓各種的配音演員演出自己角色，是因為他們都對正義聯盟的成員很感興趣。

## 評價
IGN給電影7/10的分數，表示它給了「一個非常愉快的快感，雖然偶爾感到沮喪和較短的適應」。

## 外部連結
- 互联网电影数据库（IMDb）上《正義聯盟：末日審判》的资料（英文）
- Justice League: Doom @ The World's Finest （页面存档备份，存于）